# Middenrif

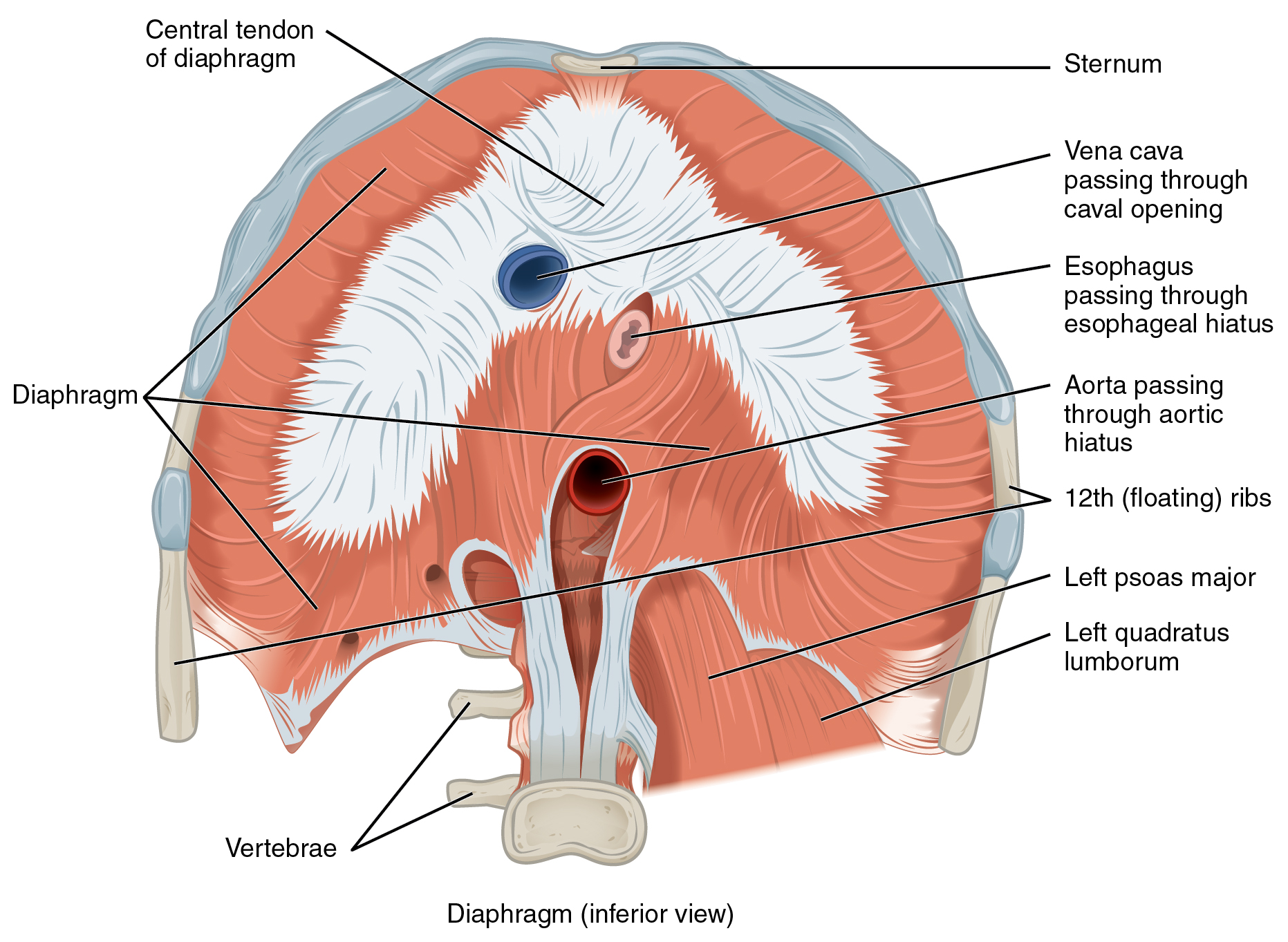
Het middenrif of diafragma. Onderaanzicht in doorsnede

Het middenrif of diafragma is in de anatomie een grote platte koepelvormige spier met een centraal peesblad die de scheiding vormt tussen borst- en buikholte.
Boven het middenrif liggen de longen en het hart, eronder de lever, de maag, de milt en darmen. In het middenrif bevinden zich twee peesbladen met een opening, het foramen venae cavae waardoor de vena cava inferior loopt, en de hiatus aorticus, een opening gevormd door het crus dexter en het crus sinister, waar de aorta doorheen gaat, met dorsaal daarvan de ductus thoracicus, een kanaal dat alle lymfe van de buik en de onderste ledematen vervoert. Het peesblad zorgt ervoor dat de openingen niet dicht kunnen gaan door het samentrekken van het middenrif. Het spiergedeelte bevat een opening voor de slokdarm, de hiatus oesophageus. Dorsaal en ventraal van de slokdarm lopen de truncus vagalis posterior en truncus vagalis anterior van de nervus vagus mee door deze opening. Bij samentrekking van het middenrif zal de hiatus aorticus verbreden, omdat de gotische boog gevormd wordt door de crurae spiervezels naar craniaal te trekken. De slokdarm wordt echter wel vernauwd bij contractie.
Het diafragma is de belangrijkste spier bij de ademhaling. Aanspanning ervan doet de grootte van de borstholte toenemen, ten koste van de buikholte. Doordat de longen de beweging van het diafragma volgen neemt ook het volume van de longen toe, waardoor er een onderdruk wordt gecreëerd in de longen. Hierdoor wordt lucht van buiten aangezogen. De nervus phrenicus is de zenuw die het middenrif doet samentrekken. Deze is kwetsbaar en raakt daarom nog weleens beschadigd, wat leidt tot een gehele of gedeeltelijke diafragmaverlamming. 
De hik is een periodieke onwillekeurige contractie van het middenrif. 
Geoefende sprekers, zangers en bespelers van blaasinstrumenten, maken gebruik van het middenrif om de lucht nauwkeurig te kunnen doseren. Dit wordt "ademsteun" genoemd.
Een opening ('breuk') in het middenrif wordt een hernia diaphragmatica  genoemd.